# Sobięcin (Wałbrzych)
Sobięcin [sɔˈbjɛnt͡ɕin] (deutsch Hermsdorf; bis 1929 Niederhermsdorf, auch Nieder Hermsdorf) ist ein Ortsteil der Großstadt Wałbrzych (Waldenburg) in der Woiwodschaft Niederschlesien in Polen. Bis 1950 war Sobięcin eine selbständige Landgemeinde.

## Geographie
Sobięcin liegt im Westen der Stadt Wałbrzych im ehemaligen Waldenburger Kohlerevier. Nachbarorte sind die Stadtteile Biały Kamień und Konradów im Norden, Stary Zdrój im Nordosten, Kuźnice Świdnickie im Süden, Boguszów im Südwesten und Jabłów im Westen.

## Geschichte
Hermsdorf wurde vermutlich Ende des 13. Jahrhunderts gegründet und erstmals 1305 im Breslauer bischöflichen Zinsregister als „Hermsdorf“ erwähnt. Es gehörte zum Burgbezirk der Burg Neuhaus im Herzogtum Schweidnitz und gelangte mit diesem zusammen 1392 an die Krone Böhmen. Für das Jahr 1576 sind acht Bauern belegt, denen zehn Jahre später die Kohlenrechte erteilt wurden. Im Dreißigjährigen Krieg fiel Hermsdorf wüst und wurde danach wieder aufgebaut. 1658 erließ die Grundherrschaft eine neue Kohlenordnung; 1688 wurde ein Schöffenbuch angelegt.
Die Kolonie „Oberhermsdorf“ wurde erstmals 1736 erwähnt. Nachfolgend wurde Hermsdorf auch als „Niederhermsdorf“ bezeichnet. 1738 wurde ein neues Urbarium angelegt und 1740 wurden 294 Einwohner gezählt. Nach dem Ersten Schlesischen Krieg 1742 fiel Hermsdorf zusammen mit fast ganz Schlesien an Preußen. Nach der Mutung weiterer Grubenfelder 1775 erfolgte ein weiterer Ausbau der Kohlenförderung.
Nach der Neugliederung Preußens gehörte Hermsdorf seit 1815 zur Provinz Schlesien und wurde 1816 dem Landkreis Waldenburg zugeordnet, bei dem es bis 1945 verblieb. 1840 hatte Hermsdorf 786 Einwohner, in Oberhermsdorf waren es 146. 1869 und 1889 beteiligten sich die Bergarbeiter an den Streiks im Steinkohlerevier.
Seit 1874 bildete Niederhermsdorf den gleichnamigen Amtsbezirk, der 1933 in „Amtsbezirk Hermsdorf“ umbenannt wurde und der bis 1945 bestand. 1890 errichtete die Landgemeinde ein neues Rathaus. 1898 erhielt Hermsdorf Anschluss an die Waldenburger Kreisbahn. 1905 lebten in Hermsdorf 11.583 'Einwohner und in Oberhermsdorf waren es 2203 Einwohner. 1925 wurde der Volkspark eröffnet. Nach der Ausgemeindung von Oberhermsdorf 1929 nach Gottesberg wurde Niederhermsdorf 1933 amtlich in „Hermsdorf“ umbenannt. 1939 hatte Hermsdorf 11.233 Einwohner.
Hermsdorf wurde mehrmals von schweren Katastrophen heimgesucht. 1891 kamen 13 Bergarbeiter bei einer Schlagwetterexplosion um, und bei einer Sprengstoffkatastrophe am 31. Dezember 1895 waren 29 Tote zu beklagen. Eine Schlagwetterexplosion am 27. Juli 1929 forderte 33 Todesopfer.
Als Folge des Zweiten Weltkriegs fiel Hermsdorf 1945 wie fast ganz Schlesien an Polen und wurde in Sobięcin umbenannt. Die deutsche Bevölkerung wurde, soweit sie nicht schon vorher geflüchtet war, zum größten Teil vertrieben. Die neuen Bewohner waren zum Teil Heimatvertriebene aus Ostpolen. 1950 wurde Sobięcin in die Stadt Wałbrzych eingemeindet. Der Bergbau wurde zunächst weiter geführt, kam jedoch mit der Schließung der Grube „Viktoria“ 2001 zum Erliegen.

### Steinkohlenbergbau
1722 waren folgende Steinkohlenbergwerke in Betrieb:
- Senkstollen
- Schwerer Stollen
- Schweiß-Stollen
- Erster Stollen
- Zweiter Stollen und
- Natternfahrt

Als weitere Bergwerke entstanden:
- 1750: Glückhilf-Grube; Sie war 1780 die drittgrößte Grube des Waldenburger Kohlereviers und erhielt 1816 die erste Dampffördermaschine. 1889 beschäftigte sie 3.741 Mitarbeiter.
- 1752: Friedenshoffnungs-Grube
- 1852: Von-der-Heydt-Schacht
- 1856: Vorwärtshütte (Betrieb 1882 eingestellt)

s. hierzu: Steinkohlenbergwerk Glückhilf-Friedenshoffnung

## Persönlichkeiten
- Franz Stuschke (1829–1880), Bürgermeister in Glatz, MdHdA
- Paul Steiner (1860–1902), Jurist und Landrat des Kreises Hoya
- Rudolf Seidel (1862–1937), deutscher Manager und Politiker der Deutschen Volkspartei
- Albert Gallisch, (1874–1936), Marine-Ingenieur
- Gustav Dannich (1881–1923), Gewerkschaftsfunktionär und Mitglied des Rheinischen Provinziallandtages für die SPD
- Norbert Elsner (1940–2011), Zoologe und Neurobiologe, Hochschullehrer